# 盐田港股份

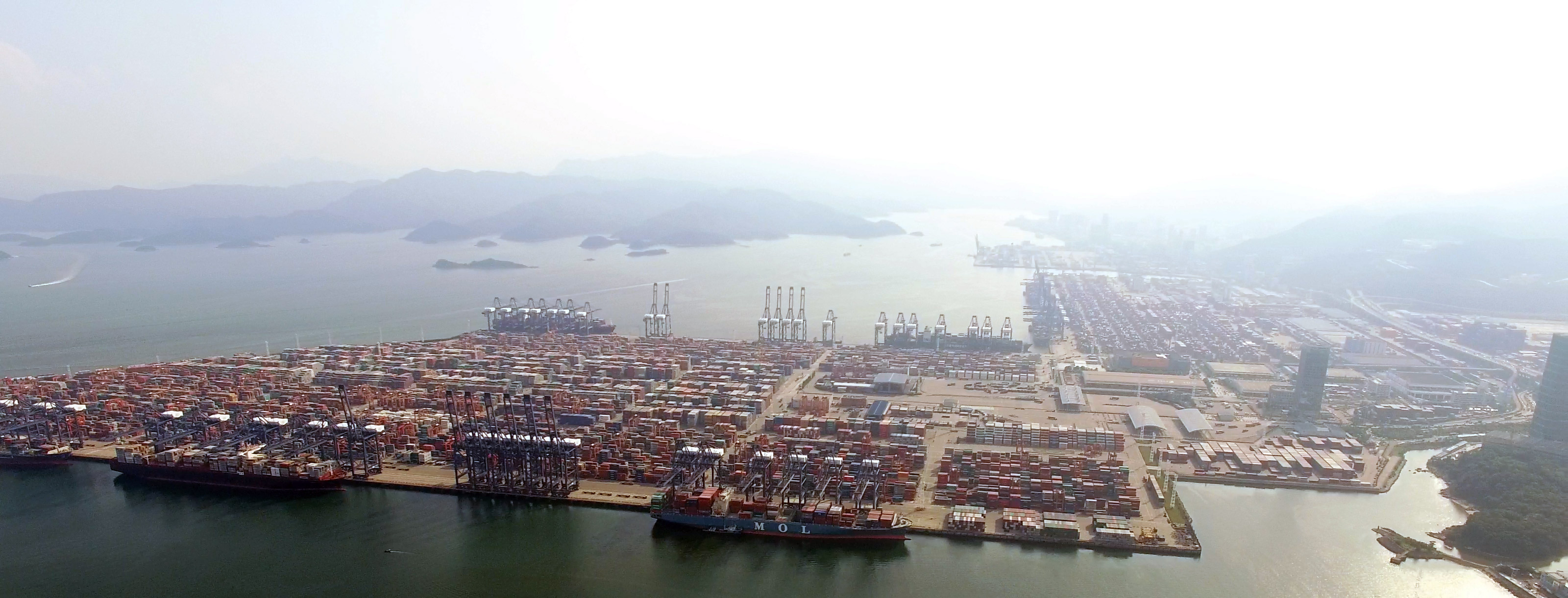

深圳市盐田港股份有限公司 （深交所：000088）是中国深圳证券交易所的一家上市公司，成立于1997年7月21日，业务范围包括：码头的开发与经营；货物装卸与运输；港口配套交通设施建设与经营；港口配套仓储及工业设施建设与经营；港口配套生活服务设施的建设与经营；集装箱修理；转口贸易，货物及技术进出口。公司总股本为149400万股（2011年）。
公司总部位于深圳市盐田区盐田港海港大厦十八、十九层，法定代表人为李冰。
上市公司的大股東為深圳港集团，為深圳市人民政府国有资产监督管理委员会的全資子公司。

## 关联企业

### 子公司
- 深圳市盐田港出口货物监管仓有限公司 (55%)
- 深圳盐田港集装箱物流中心有限公司 (50%)
- 深圳惠盐高速公路有限公司 (66.67%)
- 湘潭四航建设有限公司 (60%)
- 惠州深能投资控股有限公司 (70%)
- 惠州深能港务有限公司 (70%)

### 其他持股
- 盐田国际集装箱码头有限公司 (29%)
- 深圳盐田西港区码头有限公司 (35%)
- 海南海峡航运股份有限公司 (16.37%)
- 深圳市中远盐田港物流有限公司 (50%)
- 深圳盐田港珠江物流有限公司 (40%)
- 唐山曹妃甸港口有限公司 (35%)
- 深圳市盐田港混凝土有限公司 (60%；無表决权)
- 湛江港（集团）股份有限公司 (1.3201%)